# Kurşunlu
Kurşunlu là một huyện thuộc tỉnh Çankırı, Thổ Nhĩ Kỳ. Huyện có diện tích 477 km² và dân số thời điểm năm 2007 là 8580 người, mật độ 18 người/km².